# Lobelia gattingeri
Lobelia gattingeri är en klockväxtart som beskrevs av Asa Gray. Lobelia gattingeri ingår i släktet lobelior, och familjen klockväxter. Inga underarter finns listade i Catalogue of Life.